# Tauon
 Der er for få eller ingen kildehenvisninger i denne artikel, hvilket er et problem. Du kan hjælpe ved at angive troværdige kilder til de påstande, som fremføres i artiklen.

En tauon (også tau-partikel, tau-lepton eller blot tau (τ)) er en udelelig partikel, en elementarpartikel, beskrevet i standardmodellen, der forklarer de kendte elementarpartikler og tre af de fire fundamentale kræfter. Tauonen minder om den mere almindelige elektron, der findes i alle atomer, idet den ligeledes har en ladning på -1 e og hører til gruppen af leptoner. Tauonen er dog tungere og hører i standardmodellen til tredje generation i modsætning til elektronen, der kun hører til første generation. Imellem elektronen og tauonen finder man myonen. Tauonens tilsvarende neutrino er tauonneutrinoen, og den tilsvarende antipartikel er antitauonen.